# Susan Reed
Susan Reed (* 11. Januar 1926 in Columbia, South Carolina; † 25. April 2010 in Greenport, Long Island) war eine US-amerikanische Folksängerin.

## Leben und Wirken
Susan Reed wuchs in South Carolina, Kalifornien und New York als Tochter der Talentagentin Isadora Bennett und des Schauspielers Daniel Reed auf, ihr Patenonkel war Filmlegende Buster Keaton. Sie wurde in der US-amerikanischen Folkszene der 1940er Jahre bekannt; sie sang irische Folksongs, bei denen sie sich selbst mit der Zither, Harfe und Akkordzither begleitete.
Durch ihren Vater Daniel Reed, einen Entertainer, Schauspieler, Theaterdirektor und Autor, kam sie schon früh mit Künstlern wie Carl Sandburg oder Leadbelly in Kontakt. Ihr besonderes Interesse an der irischen Folkmusik wurde durch Gastspiele der Abbey Theatre Company aus Dublin geweckt; ihr Debüt gab sie 1946 in der New Yorker Town Hall mit 19 Jahren, als sie für Kriegsversehrte sang. Zuvor hatte sie einige Auftritte im Café Society absolviert.
1947 lobte sie der Autor Alan Lomax, als er sie in der New York Times in eine Reihe mit Künstlern wie Burl Ives, Josh White und Woody Guthrie stellte. Sie hatte dann Auftritte in Nachtclubs in New York City und nahm Schallplatten für RCA Victor, Columbia (Songs of the Auvergne) und Elektra Records auf. Einen Filmauftritt hatte sie in der Rolle der Folksängerin Jennie Higgins in dem B-film Glamour Girl, an der Seite von Gene Krupa und seinem Orchester.
In der Nachkriegszeit war sie Teil der amerikanischen Folkszene; Ende der 1950er Jahre geriet sie allmählich in Vergessenheit; sie lebte in Nyack, wo sie einen Handarbeitsladen hatte. Ihr Stil wurde jedoch zum Vorbild der des britischen Folkrevivals, als 1948 Shirley Collins sie im Kino sah und ihren Gesangsstil übernahm. 2007 nahm der frühere Oysterband Musiker Ian Kearey das Album Cheesy cover, pretty girl with lots of lipstick and folksy dress, playing harp, in dem er auf Susan Reeds Einfluss hinwies.
Reed war eine Zeit lang mit dem Schauspieler James Karen verheiratet. Aus dieser Verbindung ging ein Kind hervor.

## Diskographie
- Folk Songs (Columbia, 1950)
- I Know My Love (RCA)
- Susan Reed Sings Old Airs (Elektra)